# 新城健
新城 健（しんじょう たけし、1月15日 - ）は日本の男性声優。沖縄県出身。現在はフリーとして活動。以前はぷろだくしょん★A組に所属していた。

## 人物
趣味・特技は水泳。

## 出演

### テレビアニメ
- 格闘料理伝説ビストロレシピ（2001年）

### OVA
- 世界名作アニメシリーズ「白雪姫」他

### 吹き替え

#### 映画
- 山猫は眠らない8（ストレイホーン）
- DOOM/ドゥーム:アナイアレーション（ベネット）
- ジオストーム（ディクソン）
- スーヴェニア 私たちが愛した時間（パトリック、マーランド）
- スーヴェニア 私たちが愛した時間、後に…（パトリック、マーランド）
- エスケイプ・フロム・イラク（アリフ）
- L.A.スクワッド（ビクター）
- ブリッジ・オブ・スパイ(マーフィ)
- チャイルド・プレイ～チャッキーの狂気病棟～（神父）
- キャンプ・アフガン（マルダー）
- 4デイズ・イン・イラク(ヴァシュツク弟)
- SPY/スパイ(ボウタイ男)
- ジュラシック・ランド 最強の者たち（チャンヅ）
- エクソダス：神と王
- 母が教えてくれたこと(ロッド)
- ふたりの女王 メアリーとエリザベス
- ストレイト・アウタ・コンプトン
- ジェニファー・ロペス 戦慄の誘惑(イーサン)
- セルフレス／覚醒した記憶
- ビジネス・ウォーズ
- ハーフ・ブラザーズ
- モール・コップ ラスベガスも俺が守る!(ラモス)
- サンバ
- 恐怖の人体研究所

#### ドラマ
- 山猫（タッソーニ）
- シカゴ・メッド　シーズン２、３
- シカゴ・メッド　シーズン４、５、６、７（ラニック）
- シカゴ・ファイア シーズン7（ゴーシュ）
- シカゴ・ファイア シーズン8、9、10、11
- シカゴ P.D. シーズン6、7、8、9、10
- ヴォルテール高校へようこそ（ポール・ベランジェ）
- ブラック・サマー:Zネーション外伝（フレディ）
- ナイトフォール 悲運の騎士団　シーズン1、2（ドレイパー）
- ハンナ 殺人兵器になった少女　シーズン1（トム）
- Xカンパニー 戦火のスパイたち シーズン1、2(トム・カミングス)
- ザ・リターン(トミー・ソラノ)
- HOMELAND シーズン４
- HOMELAND シーズン6（エモンズ）
- HAWAII FIVE-0 シーズン6、7、8、9、10
- トム・クランシー/CIA分析官ジャック・ライアン シーズン2
- グッド・コップ
- フロム・ダスク・ティル・ドーン ザ・シリーズ シーズン3(ジェラルド)
- ブルックリン・ナイン-ナイン　シーズン2、3
- マジシャンズ　シーズン2
- ハイスクール・ニンジャ
- プリティ・リトル・ライアーズ シーズン7
- 見えない訪問者 ザ・ウィスパーズ(ミゲル 他)
- スキャンダル 託された秘密 シーズン5（ターナー）
- NCIS～ネイビー犯罪捜査班 シーズン５(フェリス)
- HALSTON/ホルストン
- X-ファイル シーズン11
- 見せかけの日々
- ヘチ 王座への道
- ユートピア 悪のウイルス
- イニョプの道
- コウラン伝
- 薔薇の名前

#### アニメ
- アンダン 〜時を超える者〜 シーズン1、2（サム）
- トッツとべ!あかちゃんおとどけたい シーズン1
- フェルディナンド （フアン）
- ボージャック・ホースマン シーズン3（バーソロミュー）

### ボイスオーバー
- アンティーク・ハンター 名車を探せ！ シーズン3(マイケル 他)
- NY動物園日記 シーズン4、5（パット 他）
- BS世界のドキュメンタリー
- スペースフォース:宇宙戦争の夜明け
- gree/グリー:大ヒットドラマの栄光と悲劇
- 恐竜から鳥類へ 羽毛誕生ミステリー
- 開発秘話　ヒトラーのスーパーカー
- 世界の麻薬王: その光と闇　シーズン1
- タイニーハウス〜大きなアメリカの極端に小さな家
- チェイシング・コーラル -消えゆくサンゴ礁-
- チャレンジャー号爆発事故 30年目の真実
- ボールを奪え パスを出せ
- ライジング・フェニックス

### ナレーション
- 学習塾CMナレーション
- 教材ナレーション「科学」
- コスメCMナレーション
- LEDCMナレーション
- ロッテ「キシリトール」

### Vシネマ
- 終わりなき戦い

### 舞台
- 饅頭の皮
- 赤いオルフェ
- ある晴れた日に
- お勝手の姫
- 俺が一郎だ!
- 銀河鉄道の夜
- 煙が目にしみる
- 午後のない一日
- ソープオペラ
- たそがれの訪問者
- two
- 箱の中身
- 八人の腕時計
- バンクバンレッスン
- 見果てぬ夢
- もやしの唄
- 夜の来訪者
- リプレイ
- ロスタイム
- 私の青空